# Urheber
Ein Urheber oder eine Urheberin ist eine Person, die etwas Neues geschaffen hat, besonders auf den Gebieten der Literatur, der Musik, der bildenden Kunst und der Wissenschaft. Allgemein bezieht sich die Bezeichnung auf eine Person, die hauptursächlich etwas schöpft, verursacht oder veranlasst oder als Anstifter, Initiator, Verfasser, Autor oder Verursacher wirkt. Grundsätzlich kann auch eine juristische Person Urheberin sein, in Deutschland jedoch nach Gesetzeslage nicht.
Die Urheberschaft an Werken ist in praktisch allen Ländern weltweit in nationalen Urheberrechts-Gesetzen und durch internationale Verträge detailliert geregelt, da sie eine zentrale Bedeutung für die wirtschaftliche Verwertbarkeit von Werken durch ihren Urheber hat. Seit etwa den 1990er Jahren bekam die Thematik des Schutzes von so genanntem Geistigen Eigentum zunehmende Bedeutung durch neue Möglichkeiten, die mit der umfassenden Digitalisierung (auch Digitale Revolution genannt) entstanden.
Auch Journalisten, Fotografen und Grafiker gelten als Urheber ihrer Werke. Ob tatsächlich ein gesetzlicher Schutz für das jeweilige Werk besteht, richtet sich nach dessen individuell zu bewertender Schöpfungshöhe, die etwa bei journalistischen Texten praktisch immer als gegeben angenommen wird.

## Etymologie (Wortherkunft)
Das Wort Urheber (mit der Grundbedeutung „Verursacher“, zu „heben“, ursprünglich „aufheben, heben“, und verwandt mit lateinisch capere „fassen“) ist im Deutschen seit dem 15. Jahrhundert belegt. Es ist eine neuhochdeutsche Ableitung des mittelhochdeutschen urhap (althochdeutsch urhab) mit den Bedeutungen „Anfang“, „Ursache“ und „Ursprung“. Bei der Herausbildung der Wortbedeutung spielte insbesondere das lateinische Wort auctor („Veranlasser“, „Anstifter“) eine bedeutende Rolle, da Urheber als dessen Übersetzung verwendet wurde. Die Zusammensetzung Urheberrecht entstand im 19. Jahrhundert.

## Urheber im Urheberrecht
Urheber im Sinne des deutschen Urheberrechtsgesetzes ist gemäß § 7 UrhG, ist ein menschlicher Schöpfer, der insbesondere auf dem Gebiet der Literatur, Kunst, Musik oder Wissenschaft ein Werk geschaffen hat, das seine eigene geistige, materielle, intellektuelle, jedenfalls persönliche Schöpfung darstellt, und das als solche sinnlich wahrnehmbar ist. Persönlicher Schöpfer ist also, wer als Autor, Verfasser, Herausgeber eines Sammelwerkes, Maler, Bildhauer, Medailleur, Komponist, Choreograf, Modeschöpfer oder Erfinder produktiv war.
Kein Urheber ist der Ideengeber oder Initiator eines Werks, da die Idee zu einem Werk urheberrechtlich keine Schöpfung ist. Das dem Urheber durch die Schöpfung entstandene Urheberrecht ist ein absolutes Recht, das nicht übertragen werden kann (vgl. dazu § 29 Abs. 1 UrhG). Die Urhebereigenschaft bleibt immer bestehen und kann von dem Urheber nicht abgelegt werden. Urheber kann nur eine natürliche Person sein. Das Recht auf Anerkennung der Urheberschaft stellt den Kern der Urheberpersönlichkeitsrechte dar.
Die Bestimmungen des alten LitUrhG und des alten Kunsturheberrechtsgesetzes, nach denen auch juristische Personen Urheber sein konnten, gelten gemäß § 134 UrhG nur noch für entsprechende Altfälle. Haben mehrere Personen ein zusammenhängendes Werk gemeinsam geschaffen, so gelten sie nach § 8 UrhG als Miturheber dieses Werkes.

## Historisches Strafrecht
Historisch existierte der Urheber auch im deutschen Strafrecht: Unter dem Urheber des Verbrechens (auctor delicti) wurde, im Gegensatz zum Gehilfen (socius delicti), derjenige verstanden, in dessen Person und Handlung sich der Tatbestand des Verbrechens vollständig in objektiver wie in subjektiver Hinsicht vereinigt findet.
Als Intellektueller Urheber galt derjenige, der eine Handlung ausgedacht und vorbereitet, die Ausführung aber einem andern überlassen hat, insofern war er der Anstifter.